# Глаза змеи
«Глаза змеи» (англ. Snake Eyes) — криминальный триллер 1998 года, снятый Брайаном де Пальмой, в котором он использует свои любимые приемы — длинные сцены и деление экрана на части. Сценарий к фильму написали Дэвид Кепп и Де Пальма. На съемки фильма ушло 73 миллиона долларов, мировые сборы составили 103 миллиона. Гэри Синиз и Карла Гуджино были номинированы на премию Blockbuster Entertainment Awards в качестве актёров второго плана, а Николас Кейдж стал победителем как исполнитель главной роли. «Глаза змеи» — термин из игры в кости, выпавшие две единицы. В переносном смысле — неудача игрока.

## Сюжет
Коррумпированный детектив из полиции Атлантик-Сити Рик Санторо приходит на боксерский матч, чтобы поболеть за любимого спортсмена. Там он встречает давнего друга Кевина Данна, который сообщает ему, что служит в охране министра обороны Чарльза Киркленда, также пришедшего на бокс. Во время одного из раундов неизвестный снайпер убивает министра. Полиция блокирует здание, заперев всех зрителей внутри до выяснения обстоятельств. Санторо хочет разобраться в случившемся. Для этого должен по крупицам восстановить события, произошедшие во время матча. Однако открывшаяся ему при анализе записей видеонаблюдения правда неутешительна — Кевин Данн и есть убийца, который организовал покушение.
Санторо узнаёт о том что Джулия Костелло, сотрудник разработчика системы противоракетной обороны Эйргард, назначила Киркленду встречу. Девушка выявила заговор вокруг системы и решила любой ценой донести информацию и теперь ей грозит опасность. Санторо прячет её, но сам попадает в руки к заговорщикам, которые предлагают ему взятку. Рик отказывается от неё, из-за чего его избивают. Тем не менее, ему удается подставить злодеев. Кевин Данн, не дожидаясь позора и суда, убивает сам себя. Санторо провозглашают героем, но ненадолго — теневые влиятельные фигуры выставляют напоказ старые грешки, и ему предстоит провести несколько лет в тюрьме.

## Актеры
| Актер                | Роль                 |
| -------------------- | -------------------- |
| Николас Кейдж        | Рик Санторо          |
| Гэри Синиз           | комма́ндер Кевин Данн |
| Кевин Данн           | Лоу Логан            |
| Джоэль Фабиани       | Чарльз Киркленд      |
| Карла Гуджино        | Джулия Костелло      |
| Луис Гусман          | Сайрус               |
| Джон Херд            | Гилберт Пауэлл       |
| Дэвид Энтони Хиггинс | Нед Кэмпбелл         |
| Майкл Рисполи        | Джимми Джордж        |
| Стэн Шоу             | Линкольн Тайлер      |
| Майк Старр           | Уолт МакГан          |
| Тамара Тюни          | Энти                 |
| Чип Зин              | Майки Альтер         |
| Джон Тадеус          | Второй полицейский   |